# Armand-Charles Caraffe

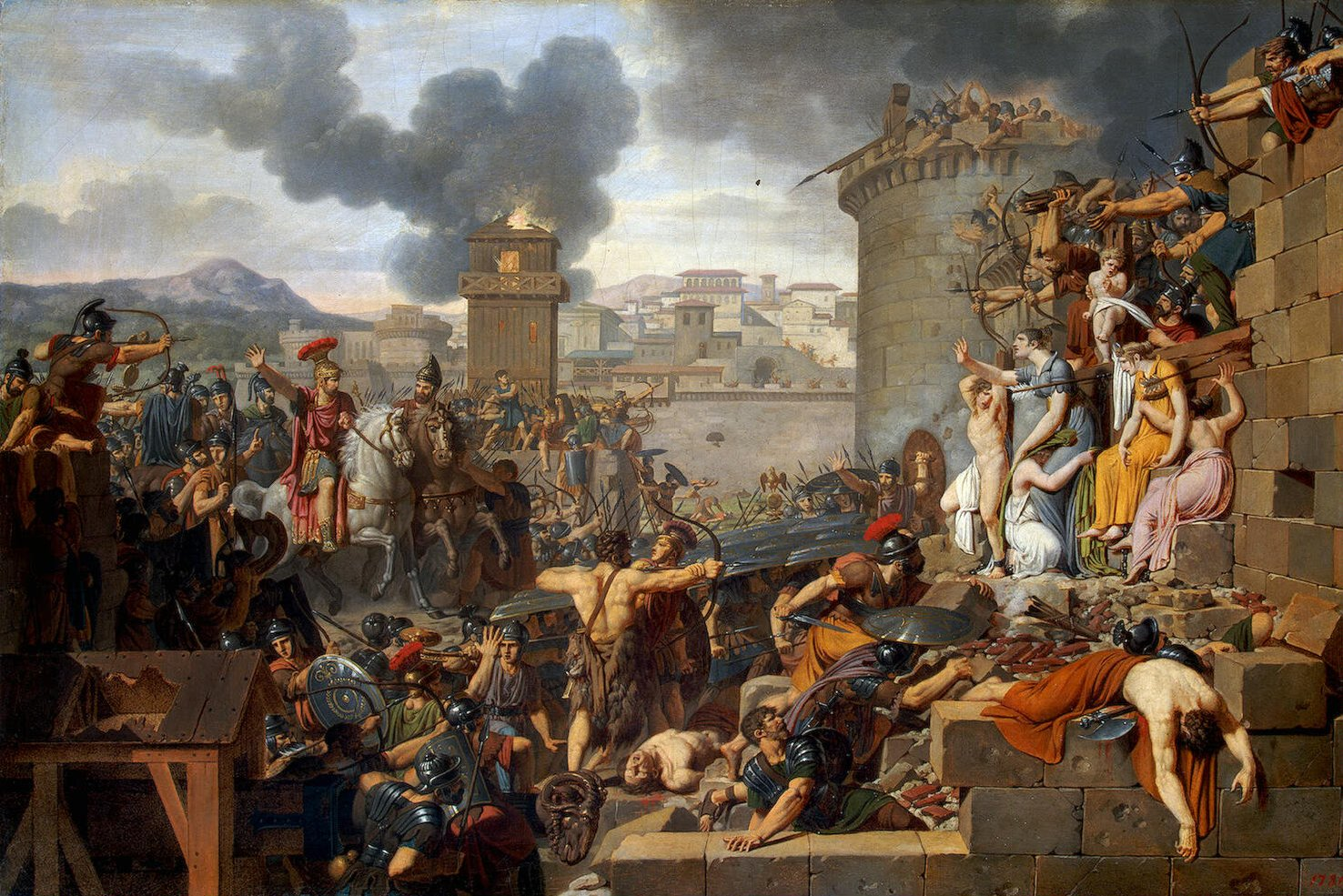
Metello assedia una città

Armand-Charles Caraffe (Parigi, 1762 – Parigi, 18 agosto 1822) è stato un pittore francese.

## Biografia
Fu allievo di Louis-Jean-François Lagrenée e poi di Jacques-Louis David, debuttando con un premio minore conseguito dall'Académie Royale de Peinture et de Sculpture nel 1780. Al Salon del 1783 presentò il Ritorno del figliol prodigo e la Resurrezione del figlio della vedova di Nain. Nel 1784 e 1785 concorse al Prix de Rome, ottenendo di potersi recare a Roma occupando il posto lasciato vacante dalla prematura scomparsa del pensionnaire Jean-Germain Drouais: qui il suo gusto «selvaggio e barbaro» fu notato dal direttore dell'Accademia francese a Roma, François-Guillaume Ménageot.
Dal 1788 al 1789 risiedette in Egitto e poi in Turchia: tornato a Parigi, espose regolarmente le sue tele al Salon. Durante la Rivoluzione, dopo la caduta di Robespierre, fu imprigionato per breve tempo a causa del suo giacobinismo. Dal 1802 lavorò in Russia, tornando definitivamente a Parigi nel 1812.
Massone, fu membro della loggia parigina "Le Bon Zèle" e durante il suo soggiorno romano fu tra i fondatori della loggia "La Réunion des Amis Sincères".

## Altre opere
- La speranza sostiene l'infelice fino alla tomba, 1800, - Museo de la Révolution française, Vizille
- Il destino regola il corso della vita; vani sogni la rendono attraente, 1802
- Metello assedia una città, Museo dell'Ermitage, San Pietroburgo
- Il giuramento degli Orazi, Museo Puškin delle belle arti, Mosca